# Pediobius anastati
Pediobius anastati är en stekelart som först beskrevs av Crawford 1913.  Pediobius anastati ingår i släktet Pediobius och familjen finglanssteklar. Inga underarter finns listade i Catalogue of Life.